# Scheuereck (Lindberg)

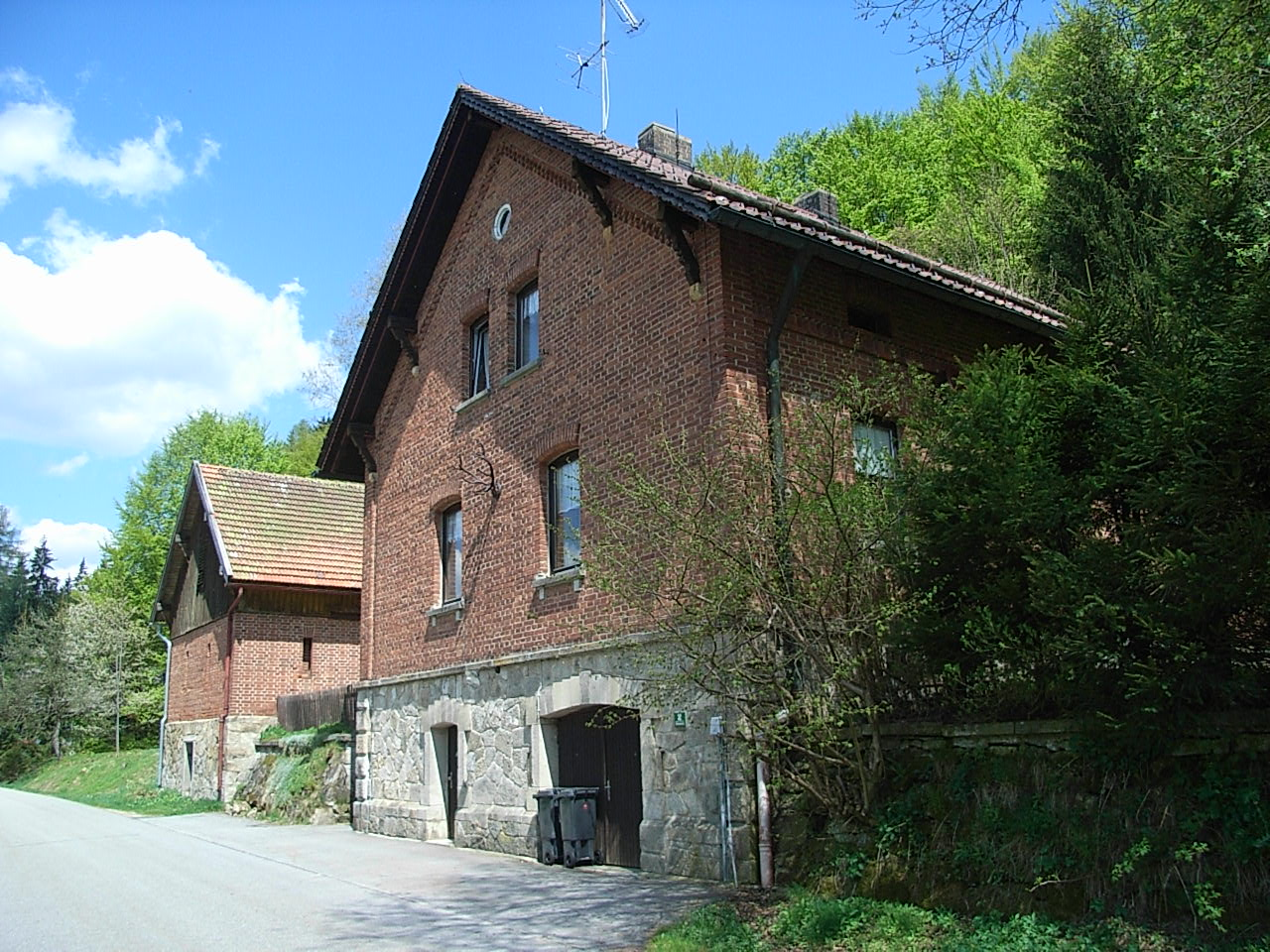
Forsthaus von Scheuereck

Scheuereck ist ein Weiler in der Gemeinde Lindberg am Fuße des Großen Falkensteins im niederbayerischen Landkreis Regen.

## Geschichte
Ausgehend von dem Schachten Totenschädel wurde das Gebiet 1734 gerodet und diente den Lindberger Bauern seit 1771 als landwirtschaftliche Nutzfläche. 1800 entstand hier das erste Gebäude. 1828 baute Revierförster Rahner auf eigene Kosten zwei Pottasche-Sudhütten. Die Holzasche wurde an dieser Sammelstelle gereinigt und zu Aschensalz weiterverarbeitet, das die Glasfabriken benötigten.
1831 erbaute man hier, vermutlich auf dem Fundament einer der Sudhütten, die erste hölzerne Forst-Diensthütte, die 1848 aufgestockt und 1858 um einen Anbau vergrößert wurde. 1867 zog ein Waldarbeiter als Inwohner in ein kleines Haus unterhalb der Diensthütte.  
In diesem Haus wurde eine einfache Bierwirtschaft für die Waldarbeiter eingerichtet. 1892 kam es zum Bau des steinernen Forsthauses. Im 20. Jahrhundert wurde die Schankwirtschaft zu einer Ausflugsgaststätte ausgebaut.
Nach der Renovierung des Hauses 1963 errichtete man daneben 1968 als Touristenattraktion ein Hirschgehege. Bei der Erweiterung des Nationalparks Bayerischer Wald 1997 wurde das Forsthaus Dienststelle des Nationalparks. Die Nationalparkverwaltung ließ das Gehege von knapp fünf auf jetzt neun Hektar Fläche vergrößern und einen Weg mitten durch das Gehege errichten. Am 6. Oktober 2007 eröffnete der Leiter der Nationalparkverwaltung Karl Friedrich Sinner das neu gestaltete Hirschgehege, das wie bisher mit zehn bis zwölf Stück Rotwild besetzt ist.